# 마산 - 거제 연결도로
마산 - 거제 연결도로는 경상남도 창원시와 거제시를 잇는 주요 간선도로이다.
창원시 마산합포구 현동과 거제시 장목면을 기종점으로 하며, 전구간 4차선이다. 2008년 9월 10일 이명박 대통령의 주재로 '제2차 국가균형발전위원회'에서 30대 선도 프로젝트를 발표하여 건설이 확정되었다. 국도 제5호선의 연장 구간이다. 2021년 완공되어 일부만 개통되였고 나머진 해상구간  거제 1구간이 남았다

## 연혁
- 2008년 9월 10일: 건설 확정 (제2차 국가균형발전위원회 30대 선도 프로젝트)

## 불편한 교통망의 극복
창원시와 거제시는 바다 하나를 사이에 두고 지형적으로 거리가 매우 가깝지만, 육로교통의 경우 통영, 고성 등을 거쳐 매우 크게 돌아가야하기 때문에 물류운송 등에 있어서 불편함이 적지 않았다. 거마대교가 개통할 경우 창원에서 거제까지 기존의 76km에서 절반이상인 41km이나 줄어든 35km의 거리로 오갈 수 있게 된다.

## 바다구간 연결
창원과 거제 사이의 바다는 삼성중공업을 비롯하여 수많은 조선소에서 다수의 해양 플랜트 제품이 출하되는 해역이다. 따라서 다리를 건설하려면 150m 이상의 높이가 확보되어야 하는 문제가 제기되어 연결 방식은 해저터널으로 지어졌다. 경남도청에서 투명 해저터널 방식이 제안되기도 하였었다.

## 경제성 논란
경상남도에서 마산 - 거제간 도로의 조기 착공을 추진하려는 것으로 알려져 거가대교의 통행량 감소가 우려되었으나 2011년 6월 14일 국토해양부에서는 착공을 검토한 사실이 없다고 밝혔다.